# San Solano
San Solano är en liten, avlägsen by belägen i distriktet San Pedro del Paraná, Itapúa, Paraguay. Den är hemstad för Paraguays före detta president Fernando Armindo Lugo Méndez.